# Castillo de Bujalance
El castillo de Bujalance, también conocido como Alcazaba de Bujalance, es una fortificación situada en el municipio español de Bujalance, en la provincia de Córdoba. El complejo fue construido en el siglo X, durante el gobierno de Abderramán III durante el Califato de Córdoba, por lo que es un claro ejemplo de arquitectura militar musulmana en al-Ándalus.

## Historia y descripción
Posteriormente sufrió varias remoderaciones, la última en 1512 para la cual la reina Juana I de Castilla mandó que se pagasen los gastos. Tiene planta rectangular con 59 m de norte a sur y 51 m de este a oeste. Su primitivo nombre, Bury al-Hans (Torre de la Serpiente) y el hecho de que tuviera siete torres dieron lugar al topónimo actual de la Ciudad y a su escudo de armas. De estas siete torres, quedan solo tres en pie, la de la Mazmorra, la del Malvavisco y la de las Palomas. En 1963, el Ministerio de Cultura lo declara Monumento Histórico Artístico. Actualmente su patio de armas se usa como espacio cultural y se encuentra en un proceso de catalogación, restauración y reconstrucción, destacando el Festival de Teatro, Música y Danza (Noches en la Alcazaba) y la Cena Andalusí durante los meses de verano.
En febrero de 2015 se terminó de construir el centro de interpretación del castillo-alcazaba de Bujalance, restaurando una casa solariega del siglo XVIII, cuyo presupuesto fue financiado por la Diputación de Córdoba con unos 350.000 euros. En 2021 se restauraron las murallas norte y este.
En mayo de 2025 se aprobó un proyecto con un plazo de 9 meses para eliminar algunos elementos modernos como el pavimento, vestuario y escenario y se exhumarán los restos originales en tres niveles: el patio de armas, el aljibe y la pileta de decantación y el mirador. Asimismo, se aprovechará para dotar de más árboles y zonas de sombra.

## Miliario romano
El castillo ha albergado desde sus orígenes un miliario romano que fue reutilizado como quicialera de una puerta, probablemente proveniente de un puente romano actualmente desaparecido. En 2013, la Asociación Bursabolense de Arqueología, Arte e Historia contrató al catedrático Ángel Ventura de la Universidad de Córdoba para su identificación, cuya inscripción fue traducida:

Tiberio Claudio César Augusto Germánico, hijo de Druso, pontífice máximo y padre de la patria, investido de su ¿cuarta? potestad tribunicia, habiendo sido cónsul por ¿tercera? vez y aclamado emperador por ¿octava? vez, restauró la Via Augusta que discurre desde el Arco hasta el Océano.

El Arco se refiere al límite de la provincia Bética y la Tarraconense, hallado en 2018 en el municipio de Mengíbar (provincia de Jaén), mientras que el Océano se refiere a Cádiz, donde terminaba la célebre Vía Augusta. El catedrático Ángel Ventura confirmó que la pieza conmemora la restauración de la Vía Augusta en tiempos del emperador Claudio (r. 41-54) y que los musulmanes lo reutilizaron para la construcción del castillo.
Tras la autorización de la Junta de Andalucía, la pieza fue extraída en septiembre de 2022 para su estudio de nuevo por Ángel Ventura y la arqueóloga María José Pérez Bermón.